# Antonio Emo Capodilista
Antonio Giovanni Carlo Maria Emo Capodilista, conte dell'Impero austriaco, patrizio veneto, nobil uomo (Padova, 30 agosto 1837 – Padova, 14 febbraio 1912), è stato un politico e imprenditore italiano.

## Biografia
Discendente dalla nobile dinastia degli Emo, originaria del X secolo, di sentimenti anti-austriaci, nel 1859 partecipa come volontario alla seconda guerra d'indipendenza e dopo l'unificazione italiana prende parte attiva alla vita politica. È stato consigliere comunale e provinciale di Padova, presidente della provincia, membro della deputazione provinciale e sindaco di Saccolongo. Deputato per due legislature, ha presieduto la Cassa di Risparmio di Padova. Nominato senatore nel 1896.